# L'Alfàs del Pi
L'Alfàs del Pi (nome ufficiale in valenziano; in castigliano Alfaz del Pi) è un comune spagnolo situato nella comunità autonoma Valenciana.

## Amministrazione

### Gemellaggi
- Lescar,  Francia